# Superisolierung
Als Superisolierung wird eine Wärmedämmung bezeichnet, deren Wärmeverluste unter denen von trockener, unbewegter Luft (0,026 W/(m·K)) liegt.

## Aufbau
Bei Superisolierungen versucht man, alle drei Mechanismen der Wärmeübertragung zu unterbinden.
Der Aufbau kann beispielsweise mit evakuierten Folien oder durch Schüttungen (auch druckfest) erfolgen. Dabei gelten für die Mechanismen der Wärmeübertragung folgende Regeln:
- Um die Wärmeleitung zu reduzieren, sind die Kontaktflächen (Festkörperkontakte) in der Isolierung und Abstandshalter gering zu halten, da diese Wärmebrücken darstellen
- Die Konvektion wird durch evakuierte Zwischenräume verhindert, wobei Gase einen Restdruck von weniger als einem Pascal haben sollten
- Die Wärmestrahlung wird durch Oberflächen mit geringem Emissionsgrad erreicht, insbesondere durch Materialien, die in möglichst allen Wellenlängenbereichen hochreflektierend sind

Zur Vergleichbarkeit verschiedener Superisolierungen wird die Unterdrückung von Verlustwärmeströmen in der Einheit der Wärmeleitfähigkeit (normalerweise ausschließlich als Maß für die Wärmeleitung) angegeben, allerdings ist diese stark von den Umgebungsbedingungen der Superisolierungen abhängig. So kann die Dicke der Isolation oder die Größe des isolierten Gefäßes einen Einfluss haben, da die Wärmestrahlung mit der Oberfläche der Außenseite wächst, ohne dass sich andere Parameter ändern.

## Anwendungen
Ein verhältnismäßig altes Beispiel für einen Behälter mit Superisolierung ist das Dewargefäß (Verwendung als Thermoskanne, Kryobehälter). Daneben werden Superisolierungen zur Aufbewahrung von verflüssigten Gasen oder zur Isolierung von supraleitenden Magneten, in der Raumfahrt oder bei stratosphärischen Ballonexperimenten eingesetzt.